# Рио-Кларо (коммуна)
Рио-Кларо (исп. Río Claro) — коммуна в Чили. Административный центр коммуны — посёлок Кумпео. Население — 2651 человек (2002). Посёлок и коммуна входит в состав провинции Талька  и области Мауле.
Территория — 431 км². Численность населения — 13 906 жителя (2017). Плотность населения — 32,3 чел./км².

## Расположение
Посёлок расположен в 39 км на северо-восток от административного центра области города Талька.
Коммуна граничит:
- на севере — c коммуной  Молина
- на востоке — с коммунами Пеларко,  Сан-Клементе
- на западе — c коммуной  Сан-Рафаэль

## Демография
Согласно сведениям, собранным в ходе переписи 2017 г  Национальным институтом статистики (INE),  население коммуны составляет:
| Полное население                          | Полное население                          | Полное население                          | Полное население                          | Полное население                          | 13 906 |
| ----------------------------------------- | ----------------------------------------- | ----------------------------------------- | ----------------------------------------- | ----------------------------------------- | ------ |
| в том числе:                              | Городское население                       | 4 413                                     | Процент городского населения, %           | 31,73                                     |        |
|                                           | Сельское население                        | 9 493                                     | Процент сельского населения, %            | 68,27                                     |        |
|                                           | Мужское население                         | 7 246                                     | Процент мужского населения, %             | 52,11                                     |        |
|                                           | Женское население                         | 6 660                                     | Процент женского населения, %             | 47,89                                     |        |
| Плотность населения, чел/км²              | Плотность населения, чел/км²              | Плотность населения, чел/км²              | Плотность населения, чел/км²              | Плотность населения, чел/км²              | 32,3   |
| Население коммуны в % к населению области | Население коммуны в % к населению области | Население коммуны в % к населению области | Население коммуны в % к населению области | Население коммуны в % к населению области | 1,33   |